# Габілітація
Габіліта́ція (англ. habilitation) — у західноєвропейських та латиноамериканських університетах набування другого (вищого) наукового ступеня (габілітованого доктора), який відповідає українському науковому ступеню доктора наук. Раніше — також іспит на професора. Процедура, яка відбувається після присудження першого ступеня доктора філософії.
Існує в європейській континентальній академічній системі (у таких країнах, як Німеччина, Франція, Австрія, Чехія, Польща), багато особливостей якої були перейняті радянською системою післявузівської освіти.
Після проходження габілітації претендентові присвоюється титул габілітованого доктора (doctor habilitatus, Dr. habil.), який дає право на заняття професорської посади в університеті. Проте варто відзначити, що титул габілітації не є окремим науковим ступенем, а є кваліфікацією, додатковою до ступеня доктора філософії, який дозволяє займати пост професора університету.

## Особливості габілітації вАвстро-Угорщині
Охоплювала 3 стадії.
- Перша: окрема комісія розглядала кваліфікацію кандидата (з наявним ступенем доктора), який представляв на її розгляд опубліковану окремою книгою наукову роботу.
- Друга (після успіху першої): іспит спеціальної комісії.
- Третя (після успіху другої): середньовічними залишками драпований «габілітаційний виклад» — тобто пробна лекція кандидата перед Сенатом (до складу входили ректор, проректор, декани, сенатські представники професорського збору (під час габілітаційної промови були відповідно одягнуті; зокрема, на пробній лекції Івана Франка ректор був одягнути у багрянку з горностаями, декани — у тогах з чорного шовку, в беретах на голові, усі обвішані золотими ланцюгами[3]) та професорами університету. Бувало, саме цю лекцію називали габілітацією. Декан мав право допустити на лекцію сторонніх, студентів допускали рідко.

Якщо професорський збір схвалив пробну лекцію, тоді Сенат (ректор із прибічною радою) просив міністерство освіти надати кандидатові venia legendi — тобто дозвіл читати лекції. Довгу процедуру можна було обійти, якщо цісар запрошував когось з-за кордону (так отримав кафедру Михайло Грушевський у Львівському університеті).